# Stora Orsjön
Stora Orsjön (eller Stora Oredsjön) är en sjö i Olofströms kommun i Blekinge och ingår i Skräbeåns huvudavrinningsområde. Sjön har en area på 0,0645 kvadratkilometer och ligger 58 meter över havet. En av Olofströms sex kommunala badplatser ligger vid sjön. Det finns cirka 120 kommunala kolonilotter vid sjön.

## Delavrinningsområde
Stora Orsjön ingår i det delavrinningsområde (623337-142058) som SMHI kallar för Vid Q i Län punkt. Medelhöjden är 67 meter över havet och ytan är 25,93 kvadratkilometer. Räknas de 44 avrinningsområdena uppströms in blir den ackumulerade arean 654,99 kvadratkilometer. Avrinningsområdets utflöde Skräbeån (Alltidhultsån) mynnar i havet. Avrinningsområdet består mestadels av skog (57 %) och jordbruk (19 %). Avrinningsområdet har 0,11 kvadratkilometer vattenytor vilket ger det en sjöprocent på 0,4 %. Bebyggelsen i området täcker en yta av 3,4 kvadratkilometer eller 13 % av avrinningsområdet.